# Sociedade Técnica de Veículos
A Sociedade Técnica de Veículos Ltda (STV) foi uma empresa brasileira, produtora de automóveis, operando entre 1964 e 1967. Surgiu como uma divisão da Brasinca Veículos, pelas mãos de Rigoberto Soler Gisbert, engenheiro espanhol radicado no Brasil, com ampla atuação no ramo automobilístico brasileiro, tendo trabalhado previamente na FNM, DKW Vemag e na Willys Overland do Brasil.
Seu principal produto foi o Uirapuru, uma evolução do 4200 GT desenvolvido e produzido pela Brasinca. O Uirapuru era um coupé esportivo com motor 4.2L I6 General Motors, originário das picapes e caminhões da companhia americana. A companhia sucumbiu devido aos altos custos de produção de seus veículos.